# Großsteingrab Store Havelse 2
Das Großsteingrab Store Havelse 2 war eine megalithische Grabanlage der jungsteinzeitlichen Nordgruppe der Trichterbecherkultur im Kirchspiel Ølsted in der dänischen Kommune Halsnæs. Es wurde im 19. oder frühen 20. Jahrhundert zerstört.

## Lage
Das Grab lag südöstlich von Store Havelse auf einem Feld. In der näheren Umgebung gibt bzw. gab es mehrere weitere megalithische Grabanlagen.

## Forschungsgeschichte
Im Jahr 1887 führten Mitarbeiter des Dänischen Nationalmuseums eine Dokumentation der Fundstelle durch. Zu dieser Zeit war die Anlage bereits weitgehend zerstört. Bei einer weiteren Dokumentation im Jahr 1942 waren keine baulichen Überreste mehr auszumachen.

## Beschreibung
Die Anlage besaß eine ost-westlich orientierte Hügelschüttung unbekannter Größe. Der Hügel enthielt eine Grabkammer, die wahrscheinlich als Dolmen anzusprechen ist. Die Kammer besaß einen rechteckigen Grundriss und bestand 1887 noch aus dem Abschlussstein einer Schmalseite und einem Wandstein einer Langseite. Zur Orientierung und den Maßen der Kammer liegen keine Angaben vor.